# Liga dos Campeões da AFC de 2007
A Liga dos Campeões da AFC de 2007 foi a 26ª edição do torneio de futebol anual realizada pela Confederação Asiática de Futebol (AFC).
As quinze nações mais bem posicionadas no ranking asiático tem o direito de nomear uma ou duas equipes para participar da edição de 2007 de acordo com as performances nos respectivos campeonatos nacionais. O campeão de 2006, Jeonbuk Motors da Coreia do Sul, classificou-se direto a fase de quartas de final. Clubes da Austrália participam do torneio pela primeira vez devido a transferência da Federação Australiana de Futebol para a AFC.
O sorteio dos grupos realizou-se em Kuala Lumpur, na Malásia, em 22 de dezembro de 2006. Em fevereiro, a AFC desclassificou a equipe Esteghlal Tehran do Irã por ter expirado o tempo de registro de seus atletas. Com isso o grupo B, onde a equipe interviria no torneio, conta com apenas três clubes.
Pela primeira vez em sua história, o Urawa Reds conquistou o título ao vencer o Sepahan do Irã por 3-1 no placar agregado da final. As duas equipes garantiram presença no Campeonato Mundial de Clubes da FIFA 2007, sendo o Sepahan beneficiado pela fato do campeão continental também ser do país-sede da competição, abrindo vaga ao vice campeão asiático.

## Fase de grupos
|  | Equipes classificadas |  | Equipes eliminadas |

### Grupo A
| Pos | Time      | Pts | J | V | E | D | GP | GC | SG |
| --- | --------- | --- | - | - | - | - | -- | -- | -- |
| 1   | Al-Wahda  | 13  | 6 | 4 | 1 | 1 | 13 | 6  | 7  |
| 2   | Al-Zawraa | 11  | 6 | 3 | 2 | 1 | 9  | 6  | 3  |
| 3   | Al-Arabi  | 7   | 6 | 2 | 1 | 3 | 10 | 12 | -2 |
| 4   | Al-Rayyan | 2   | 6 | 0 | 2 | 4 | 3  | 11 | -8 |

| Data   | Partida   | Partida | Partida   | Estádio                | Cidade           |
| ------ | --------- | ------- | --------- | ---------------------- | ---------------- |
| 7 mar  | Al-Arabi  | 0-1     | Al-Zawraa | Sabah Al Salem Stadium | Cidade do Kuwait |
| 7 mar  | Al-Rayyan | 0-1     | Al-Wahda  | Al Rayyan Sports Club  | Doha             |
| 21 mar | Al-Wahda  | 4-1     | Al-Arabi  | Al-Nahyan Stadium      | Abu Dhabi        |
| 21 mar | Al-Zawraa | 0-0     | Al-Rayyan | Al Rayyan Sports Club  | Doha             |
| 11 abr | Al-Zawraa | 1-2     | Al-Wahda  | Al Rayyan Sports Club  | Doha             |
| 11 abr | Al-Arabi  | 1-1     | Al-Rayyan | Sabah Al Salem Stadium | Cidade do Kuwait |
| 25 abr | Al-Rayyan | 1-3     | Al-Arabi  | Al Rayyan Sports Club  | Doha             |
| 25 abr | Al-Wahda  | 1-1     | Al-Zawraa | Al-Nahyan Stadium      | Abu Dhabi        |
| 9 mai  | Al-Zawraa | 3-2     | Al-Arabi  | Al Rayyan Sports Club  | Doha             |
| 9 mai  | Al-Wahda  | 3-0     | Al-Rayyan | Al-Nahyan Stadium      | Abu Dhabi        |
| 23 mai | Al-Arabi  | 3-2     | Al-Wahda  | Sabah Al Salem Stadium | Cidade do Kuwait |
| 23 mai | Al-Rayyan | 1-3     | Al-Zawraa | Al Gharafa Stadium     | Doha             |

### Grupo B
| Pos | Time      | Pts | J | V | E | D | GP | GC | SG |
| --- | --------- | --- | - | - | - | - | -- | -- | -- |
| 1   | Al-Hilal  | 8   | 4 | 2 | 2 | 0 | 5  | 1  | 4  |
| 2   | Pakhtakor | 6   | 4 | 2 | 0 | 2 | 3  | 5  | -2 |
| 3   | Al-Kuwait | 2   | 4 | 0 | 2 | 2 | 2  | 4  | -2 |

| Data   | Partida   | Partida | Partida   | Estádio              | Cidade           |
| ------ | --------- | ------- | --------- | -------------------- | ---------------- |
| 7 mar  | Al-Hilal  | 1-1     | Al-Kuwait | King Fahd II Stadium | Riad             |
| 21 mar | Al-Kuwait | 0-1     | Pakhtakor | Al Kuwait Stadium    | Cidade do Kuwait |
| 11 abr | Pakhtakor | 0-2     | Al-Hilal  | Army Stadium         | Tashkent         |
| 25 abr | Al-Hilal  | 2-0     | Pakhtakor | King Fahd II Stadium | Riad             |
| 9 mai  | Al-Kuwait | 0-0     | Al-Hilal  | Al Kuwait Stadium    | Cidade do Kuwait |
| 23 mai | Pakhtakor | 2-1     | Al-Kuwait | Army Stadium         | Tashkent         |

### Grupo C
| Pos | Time             | Pts | J | V | E | D | GP | GC | SG |
| --- | ---------------- | --- | - | - | - | - | -- | -- | -- |
| 1   | Al-Karamah       | 11  | 6 | 3 | 2 | 1 | 11 | 7  | 4  |
| 2   | Neftchy Farg'ona | 10  | 6 | 3 | 1 | 2 | 6  | 7  | -1 |
| 3   | Najaf FC         | 8   | 6 | 2 | 2 | 2 | 9  | 8  | 1  |
| 4   | Al-Sadd          | 4   | 6 | 1 | 1 | 4 | 6  | 10 | -4 |

| Data   | Partida    | Partida | Partida    | Estádio                  | Cidade           |
| ------ | ---------- | ------- | ---------- | ------------------------ | ---------------- |
| 7 mar  | Al-Karamah | 2-1     | Al-Sadd    | Khaled bin Walid Stadium | Homs             |
| 7 mar  | Najaf FC   | 0-1     | Neftchy    | Sabah Al Salem Stadium   | Cidade do Kuwait |
| 21 mar | Al-Sadd    | 1-4     | Najaf FC   | Al Sadd Stadium          | Doha             |
| 21 mar | Neftchy    | 2-1     | Al-Karamah | Fargona Stadium          | Fergana          |
| 11 abr | Al-Sadd    | 2-0     | Neftchy    | Al Sadd Stadium          | Doha             |
| 11 abr | Al-Karamah | 1-1     | Najaf FC   | Khaled bin Walid Stadium | Homs             |
| 25 abr | Najaf FC   | 2-4     | Al-Karamah | Sabah Al Salem Stadium   | Cidade do Kuwait |
| 25 abr | Neftchy    | 2-1     | Al-Sadd    | Fargona Stadium          | Fergana          |
| 9 mai  | Al-Sadd    | 1-1     | Al-Karamah | Al-Saad Stadium          | Doha             |
| 9 mai  | Neftchy    | 1-1     | Najaf FC   | Fargona Stadium          | Fergana          |
| 23 mai | Al-Karamah | 2-0     | Neftchy    | Khaled bin Walid Stadium | Homs             |
| 23 mai | Najaf FC   | 1-0     | Al-Sadd    | Sabah Al Salem Stadium   | Cidade do Kuwait |

### Grupo D
| Pos | Time       | Pts | J | V | E | D | GP | GC | SG  |
| --- | ---------- | --- | - | - | - | - | -- | -- | --- |
| 1   | Sepahan    | 13  | 6 | 4 | 1 | 1 | 12 | 5  | 7   |
| 2   | Al-Shabab  | 10  | 6 | 3 | 1 | 2 | 9  | 3  | 6   |
| 3   | Al-Ain     | 6   | 6 | 1 | 3 | 2 | 5  | 8  | -3  |
| 4   | Al-Ittihad | 3   | 6 | 0 | 3 | 3 | 3  | 13 | -10 |

| Data   | Partida    | Partida | Partida    | Estádio                | Cidade  |
| ------ | ---------- | ------- | ---------- | ---------------------- | ------- |
| 7 mar  | Sepahan    | 2-1     | Al-Ittihad | Foolad Shahr Stadium   | Isfahan |
| 7 mar  | Al-Ain     | 0-2     | Al-Shabab  | Sheikh Khalifa Stadium | Al Ain  |
| 21 mar | Al-Shabab  | 0-1     | Sepahan    | King Fahd II Stadium   | Riad    |
| 21 mar | Al-Ittihad | 0-0     | Al-Ain     | Al-Hamadaniah Stadium  | Alepo   |
| 11 abr | Al-Shabab  | 4-0     | Al-Ittihad | King Fahd II Stadium   | Riad    |
| 11 abr | Al-Ain     | 3-2     | Sepahan    | Sheikh Khalifa Stadium | Al Ain  |
| 25 abr | Sepahan    | 1-1     | Al-Ain     | Foolad Shahr Stadium   | Isfahan |
| 25 abr | Al-Ittihad | 1-1     | Al-Shabab  | Al-Hamadaniah Stadium  | Alepo   |
| 9 mai  | Al-Shabab  | 2-0     | Al-Ain     | King Fahd II Stadium   | Riad    |
| 9 mai  | Al-Ittihad | 0-5     | Sepahan    | Al-Hamadaniah Stadium  | Alepo   |
| 23 mai | Al-Ain     | 1-1     | Al-Ittihad | Sheikh Khalifa Stadium | Al Ain  |
| 23 mai | Sepahan    | 1-0     | Al-Shabab  | Foolad Shahr Stadium   | Isfahan |

### Grupo E
| Pos | Time             | Pts | J | V | E | D | GP | GC | SG  |
| --- | ---------------- | --- | - | - | - | - | -- | -- | --- |
| 1   | Urawa Reds       | 10  | 6 | 2 | 4 | 0 | 9  | 5  | 4   |
| 2   | Sydney FC        | 9   | 6 | 2 | 3 | 1 | 8  | 5  | 3   |
| 3   | Persik Kediri    | 7   | 6 | 2 | 1 | 3 | 6  | 16 | -10 |
| 4   | Shanghai Shenhua | 5   | 6 | 1 | 2 | 3 | 7  | 4  | 3   |

| Data   | Partida          | Partida | Partida          | Estádio            | Cidade    |
| ------ | ---------------- | ------- | ---------------- | ------------------ | --------- |
| 7 mar  | Shanghai Shenhua | 1-2     | Sydney FC        | Yuanshen Stadium   | Xangai    |
| 7 mar  | Urawa Reds       | 3-0     | Persik Kediri    | Saitama Stadium    | Saitama   |
| 21 mar | Persik Kediri    | 1-0     | Shanghai Shenhua | Manahan Stadium    | Surakarta |
| 21 mar | Sydney FC        | 2-2     | Urawa Reds       | Aussie Stadium     | Sydney    |
| 11 abr | Urawa Reds       | 1-0     | Shanghai Shenhua | Saitama Stadium    | Saitama   |
| 11 abr | Persik Kediri    | 2-1     | Sydney FC        | Manahan Stadium    | Surakarta |
| 25 abr | Shanghai Shenhua | 0-0     | Urawa Reds       | Yuanshen Stadium   | Xangai    |
| 25 abr | Sydney FC        | 3-0     | Persik Kediri    | Parramatta Stadium | Sydney    |
| 9 mai  | Persik Kediri    | 3-3     | Urawa Reds       | Manahan Stadium    | Surakarta |
| 9 mai  | Sydney FC        | 0-0     | Shanghai Shenhua | Aussie Stadium     | Sydney    |
| 23 mai | Urawa Reds       | 0-0     | Sydney FC        | Saitama Stadium    | Saitama   |
| 23 mai | Shanghai Shenhua | 6-0     | Persik Kediri    | Yuanshen Stadium   | Xangai    |

### Grupo F
| Pos | Time                  | Pts | J | V | E | D | GP | GC | SG |
| --- | --------------------- | --- | - | - | - | - | -- | -- | -- |
| 1   | Kawasaki Frontale     | 16  | 6 | 5 | 1 | 0 | 15 | 4  | 11 |
| 2   | Chunnam Dragons       | 10  | 6 | 3 | 1 | 2 | 7  | 8  | -1 |
| 3   | Arema FC              | 4   | 6 | 1 | 1 | 4 | 2  | 9  | -7 |
| 4   | Bangkok University FC | 3   | 6 | 0 | 3 | 3 | 4  | 7  | -3 |

| Data   | Partida           | Partida | Partida           | Estádio            | Cidade    |
| ------ | ----------------- | ------- | ----------------- | ------------------ | --------- |
| 7 mar  | Bangkok UFC       | 0-0     | Chunnam Dragons   | Thai-Japanese      | Bangkok   |
| 7 mar  | Arema FC          | 1-3     | Kawasaki Frontale | Gajayana Stadium   | Malang    |
| 21 mar | Chunnam Dragons   | 2-0     | Arema FC          | Gwangyang Stadium  | Gwangyang |
| 21 mar | Kawasaki Frontale | 1-1     | Bangkok UFC       | Todoroki Athletics | Kawasaki  |
| 11 abr | Chunnam Dragons   | 1-3     | Kawasaki Frontale | Gwangyang Stadium  | Gwangyang |
| 11 abr | Bangkok UFC       | 0-0     | Arema FC          | Thai Army Stadium  | Bangkok   |
| 25 abr | Arema FC          | 1-0     | Bangkok UFC       | Gajayana Stadium   | Malang    |
| 25 abr | Kawasaki Frontale | 3-0     | Chunnam Dragons   | Todoroki Athletics | Kawasaki  |
| 9 mai  | Chunnam Dragons   | 3-2     | Bangkok UFC       | Gwangyang Stadium  | Gwangyang |
| 9 mai  | Kawasaki Frontale | 3-0     | Arema FC          | Todoroki Athletics | Kawasaki  |
| 23 mai | Bangkok UFC       | 1-2     | Kawasaki Frontale | Thai Army Stadium  | Bangkok   |
| 23 mai | Arema FC          | 0-1     | Chunnam Dragons   | Gajayana Stadium   | Malang    |

### Grupo G
| Pos | Time                  | Pts | J | V | E | D | GP | GC | SG  |
| --- | --------------------- | --- | - | - | - | - | -- | -- | --- |
| 1   | Ilhwa Chunma          | 13  | 6 | 4 | 1 | 1 | 13 | 6  | 7   |
| 2   | Shandong Luneng       | 13  | 6 | 4 | 1 | 1 | 12 | 8  | 4   |
| 3   | Adelaide United       | 8   | 6 | 2 | 2 | 2 | 9  | 6  | 3   |
| 4   | Gạch Đồng Tâm Long An | 0   | 6 | 0 | 0 | 6 | 4  | 18 | -14 |

| Data   | Partida          | Partida | Partida          | Estádio            | Cidade   |
| ------ | ---------------- | ------- | ---------------- | ------------------ | -------- |
| 7 mar  | Adelaide United  | 0-1     | Shandong Luneng  | Hindmarsh Stadium  | Adelaide |
| 7 mar  | Ilhwa Chunma     | 4-1     | Đồng Tâm Long An | Seongnam 2 Stadium | Seongnam |
| 21 mar | Shandong Luneng  | 2-1     | Ilhwa Chunma     | Shandong Stadium   | Jinan    |
| 21 mar | Đồng Tâm Long An | 0-2     | Adelaide United  | Long An Stadium    | Tân An   |
| 11 abr | Shandong Luneng  | 4-0     | Đồng Tâm Long An | Shandong Stadium   | Jinan    |
| 11 abr | Adelaide United  | 2-2     | Ilhwa Chunma     | Hindmarsh Stadium  | Adelaide |
| 25 abr | Ilhwa Chunma     | 1-0     | Adelaide United  | Seongnam 2 Stadium | Seongnam |
| 25 abr | Đồng Tâm Long An | 2-3     | Shandong Luneng  | Long An Stadium    | Tân An   |
| 9 mai  | Shandong Luneng  | 2-2     | Adelaide United  | Shandong Stadium   | Jinan    |
| 9 mai  | Đồng Tâm Long An | 1-2     | Ilhwa Chunma     | Long An Stadium    | Tân An   |
| 23 mai | Adelaide United  | 3-0     | Đồng Tâm Long An | Hindmarsh Stadium  | Adelaide |
| 23 mai | Ilhwa Chunma     | 3-0     | Shandong Luneng  | Seongnam 2 Stadium | Seongnam |

## Fase final
|  | Quartas de final  | Quartas de final  | Quartas de final |            |              | Semifinal    | Semifinal | Semifinal |  |  | Final | Final | Final |  |
|  |                   |                   |                  |            |              |              |           |           |  |  |       |       |       |  |
|  | Sepahan           | Sepahan           | (0) (0)          |            |              |              |           |           |  |  |       |       |       |  |
|  | Sepahan           | Sepahan           | (0) (0)          |            |              |              |           |           |  |  |       |       |       |  |
|  | Kawasaki Frontale | Kawasaki Frontale | (0) (0)          |            |              |              |           |           |  |  |       |       |       |  |
|  | Kawasaki Frontale | Kawasaki Frontale | (0) (0)          |            | Sepahan      | Sepahan      | (3) (0)   |           |  |  |       |       |       |  |
|  |                   |                   |                  |            | Sepahan      | Sepahan      | (3) (0)   |           |  |  |       |       |       |  |
|  |                   |                   | Al-Wahda         | Al-Wahda   | (1) (0)      |              |           |           |  |  |       |       |       |  |
|  | Al-Wahda          | Al-Wahda          | Al-Wahda         | Al-Wahda   | (1) (0)      | (0) (1)      |           |           |  |  |       |       |       |  |
|  | Al-Wahda          | Al-Wahda          |                  |            |              |              |           |           |  |  |       |       |       |  |
|  | Al-Hilal          | Al-Hilal          | (0) (1)          |            |              |              |           |           |  |  |       |       |       |  |
|  | Al-Hilal          | Al-Hilal          | (0) (1)          |            | Sepahan      | Sepahan      | (1) (1)   |           |  |  |       |       |       |  |
|  |                   |                   |                  |            |              |              |           |           |  |  |       |       |       |  |
|  |                   |                   | Urawa Reds       | Urawa Reds | (1) (3)      |              |           |           |  |  |       |       |       |  |
|  | Ilhwa Chunma      | Ilhwa Chunma      | Urawa Reds       | Urawa Reds | (1) (3)      | (2) (2)      |           |           |  |  |       |       |       |  |
|  | Ilhwa Chunma      | Ilhwa Chunma      |                  |            |              |              |           |           |  |  |       |       |       |  |
|  | Al-Karamah        | Al-Karamah        | (1) (0)          |            |              |              |           |           |  |  |       |       |       |  |
|  | Al-Karamah        | Al-Karamah        | (1) (0)          |            | Ilhwa Chunma | Ilhwa Chunma | (2) (2)   |           |  |  |       |       |       |  |
|  |                   |                   |                  |            | Ilhwa Chunma | Ilhwa Chunma | (2) (2)   |           |  |  |       |       |       |  |
|  |                   |                   | Urawa Reds       | Urawa Reds | (2) (2)      |              |           |           |  |  |       |       |       |  |
|  | Urawa Reds        | Urawa Reds        | Urawa Reds       | Urawa Reds | (2) (2)      | (2) (2)      |           |           |  |  |       |       |       |  |
|  | Urawa Reds        | Urawa Reds        |                  |            |              |              |           |           |  |  |       |       |       |  |
|  | Jeonbuk Motors    | Jeonbuk Motors    | (1) (0)          |            |              |              |           |           |  |  |       |       |       |  |

### Quartas de final
Todas as partidas estão no horário local
Jogos de ida
| 19 de setembro, 2007 18:30 | Sepahan | 0 – 0     | Kawasaki Frontale | Estádio Foolad Shahr, Isfahan Público: 25.000 Árbitro: Jasim Karim INA |
|                            |         | Relatório |                   |                                                                        |

| 19 de setembro, 2007 19:00 | Ilhwa Chunma                  | 2 – 1     | Al-Karamah    | Estádio Seongnam 2, Seongnam Público: 1.300 Árbitro: Hedayat Mombini IRN |
|                            | Kim M. H. 72' · Cho B. K. 74' | Relatório | Koupouleni 9' |                                                                          |

| 19 de setembro, 2007 19:30 | Urawa Reds             | 2 – 1     | Jeonbuk Motors | Estádio Saitama 2002, Saitama Público: 33.103 Árbitro: Salem Mahmoud Mujghef JOR |
|                            | Hasebe 4' · Tanaka 59' | Relatório | Choi J. C. 90' |                                                                                  |

| 19 de setembro, 2007 22:00 | Al-Wahda | 0 – 0     | Al-Hilal | Estádio Al-Nahyan, Abu Dhabi Público: 12.000 Árbitro: Abdullah Balideh QAT |
|                            |          | Relatório |          |                                                                            |

Jogos de volta
| 26 de setembro, 2007 19:00 | Jeonbuk Motors | 0 – 2     | Urawa Reds                      | Jeonju World Cup Stadium, Jeonju Público: Árbitro: KSA Ilbrahim Al Ghamdi |
|                            |                | Relatório | Tanaka 3' · Choi J. C. 66' (GC) |                                                                           |

| 26 de setembro, 2007 19:00 | Kawasaki Frontale | 0 – 0 (4–5 pen) | Sepahan | Todoroki Athletics Stadium, Kawasaki Público: 13.507 Árbitro: KUW Saad Kameel Al Fadhli |
|                            |                   | Relatório       |         |                                                                                         |

| 26 de setembro, 2007 21:30 | Al-Karamah | 0 – 2     | Ilhwa Chunma            | Estádio Khaled bin Walid, Homs Público: 40.000 Árbitro: |
|                            |            | Relatório | Mota 9' · Kim D. H. 18' |                                                         |

| 26 de setembro, 2007 22:15 | Al-Hilal    | 1 – 1     | Al-Wahda  | Estádio King Fahd II, Riad Público: Árbitro: |
|                            | El Taib 85' | Relatório | Matar 18' |                                              |

### Semifinal
Jogos de ida
| 3 de outubro, 2007 19:00 | Ilhwa Chunma             | 2 – 2     | Urawa Reds                        | Estádio Seongnam 2, Seongnam Público: Árbitro: QAT Abdulrahman Abdou |
|                          | Mota 10' · Kim D. H. 80' | Relatório | Tanaka 52' · Robson Ponte 65' (P) |                                                                      |

| 3 de outubro, 2007 20:30 | Sepahan                            | 3 – 1     | Al-Wahda      | Estádio Foolad Shahr, Isfahan Público: Árbitro: SIN Abdul Bashir |
|                          | Karimi 11', 58' · Navidkia 85' (P) | Relatório | Al Shehhi 48' |                                                                  |

Jogos de volta
| 24 de outubro, 2007 19:30 | Urawa Reds                  | 2 – 2 (5–3 pen) | Ilhwa Chunma                   | Estádio Saitama 2002, Saitama Público: 51.651 Árbitro: KUW Saad Kameel Al Fadhli |
|                           | Washington 21' · Hasebe 73' | Relatório       | Choi S. K. 56' · Kim D. H. 69' |                                                                                  |

| 24 de outubro, 2007 20:00 | Al-Wahda | 0 – 0     | Sepahan | Estádio Al-Nahyan, Abu Dhabi Público: 13.000 Árbitro: AUS Ben Williams |
|                           |          | Relatório |         |                                                                        |

### Final
| 7 de novembro, 2007 | Sepahan    | 1 – 1     | Urawa Reds | Estádio Foolad Shahr, Isfahan Público: 30.000 Árbitro: MAS Subkhiddin Mohd Salleh |
|                     | Karimi 47' | Relatório | Ponte 45'  |                                                                                   |

| 14 de novembro, 2007 | Urawa Reds          | 2 – 0     | Sepahan | Saitama Stadium, Saitama Público: 59.034 Árbitro: UZB Ravshan Irmatov |
|                      | Nagai 22' · Abe 71' | Relatório |         |                                                                       |

| Liga dos Campeões da AFC 2007  |
| ------------------------------ |
| URAWA REDS Campeão (1º título) |